# Steve Harris (actor)
Steve Harris (3 de diciembre de 1965) es un actor estadounidense que ha aparecido en varias películas incluyendo: Quarantine, Diary of a Mad Black Woman, Bringing Down The House, La Roca, The Mod Squad y Minority Report. Es famoso por su papel como Eugene Young en The Practice. Ha hecho trabajo de voz en la serie The Batman. También ha aparecido en Law & Order y tuvo un papel en Homicide: Life on the Street. 
Nació en Chicago, Illinois, hijo de Mattie, una ama de casa, y de John Harris, un conductor de autobús. Es el hermano mayor de Wood Harris. Asistió a la escuela St. Joseph en Westchester, IL, una escuela privada. Luego fue a la Universidad del Norte de Illinois donde estudió drama. 
En 2006, apareció en la serie cancelada Heist. También ha aparecido en un episodio de Grey's Anatomy.